# 傑弗遜·奧喬亞
傑弗遜·奧喬亞·費南德茲（Jefferson Ochoa Fernández，1996年11月9日—）是一名哥倫比亞男子跆拳道運動員。他曾經在2020年泛美跆拳道奧運會資格賽男子58公斤級準決賽上戰勝墨西哥運動員布兰东·普拉萨，成功取得2020年夏季奧林匹克運動會參賽門票。

## 外部連結
- TaekwondoData.com （页面存档备份，存于）